# Taiwa
Taiwa (大和町, Taiwa-chō) est un bourg du district de Kurokawa, dans la préfecture de Miyagi, au Japon.

## Géographie

### Démographie
Au 1er décembre 2014, la population de Taiwa s'élevait à 27 603 habitants répartis sur une superficie de 225,59 km2.

## Économie
L'entreprise Fujifilm, un fabricant de matériel photographique, possède une usine à Taiwa.